# Fidžijska nogometna reprezentacija
Fidžijska nogometna reprezentacija predstavlja Fidži u nogometu, te je pod vodstvom Fidžijskog nogometnog saveza. Najveći uspjesi su im osvajanje 3. mjesta na Oceanijskom kupu nacija 1998. i 2008., te prvo mjesto na Južnopacifičkim Igrama 1991. i 2003.

## Nastupi na Svjetskim prvenstvima
- 1930. – 1978. – nisu se natjecali
- 1982. – nisu se kvalificirali
- 1986. – nisu se natjecali
- 1990. – 2010. – nisu se kvalificirali

## Nastupi na Oceanijskom kupu nacija
- 1973. – četvrto mjesto
- 1980. – peto mjesto
- 1996. – nisu se kvalificirali
- 1998. – treće mjesto
- 2000. – kvalificirali se, ali se nisu natjecali
- 2002. – 1. krug
- 2004. – četvrto mjesto
- 2008. – treće mjesto

## Nastupi na Južnopacifičkim igrama
- 1963. – drugo mjesto
- 1966. – nisu se natjecali
- 1969. – četvrto mjesto
- 1971. – 1. krug
- 1975. – četvrto mjesto
- 1979. – drugo mjesto
- 1983. – drugo mjesto
- 1987. – nisu se natjecali
- 1991. – prvo mjesto
- 1995. – treće mjesto
- 2003. – prvo mjesto
- 2007. – drugo mjesto

## Izbornici
- Sashi Mahendra Singh (1960. – 1972.)
- Mohammed Ali Sahu Khan (1972. – 1974.)
- Sashi Mahendra Singh (1974. – 1976.)
- John Lal (1977. – 1978.)
- Moti Musadilal (1979.)
- Sashi Mahendra Singh (1980.)
- Wally Hughes (1981. – 1982.)
- Rudi Gutendorf (1983.)
- Michael Thoman (1983. – 1984.)
- Billy Singh (1985. – 1986.)
- Rudi Gutendorf (1987.)
- Billy Singh (1987. – 1992.)
- Danny McLennan (1993. – 1995.)
- Billy Singh (1995. – 2002.)
- Les Scheinflug (2002.)
- Tony Buesnel (2003. – 2004.)
- Lee Sterrey (2005. – 2006.)
- Juan Carlos Buzzetti (2006. – 2009.)
- Yogendra Dutt (2009. – 2010.)
- Gurjit Singh (2011.)
- Juan Carlos Buzzetti (2011. – 2015.)
- Frank Farina (2015. – 2016.)
- Christophe Gamel (2016. – 2019.)
- Flemming Serritslev (2020. – 2022.)
- Marika Rodu (2023.)
- Robert Sherman (2023. – danas)